# Cajuru (ort)
Cajuru är en ort i Brasilien.   Den ligger i kommunen Cajuru och delstaten São Paulo, i den sydöstra delen av landet, 600 km söder om huvudstaden Brasília. Cajuru ligger 786 meter över havet och antalet invånare är 19 539.
Terrängen runt Cajuru är kuperad söderut, men norrut är den platt. Cajuru är det största samhället i trakten.
Omgivningarna runt Cajuru är en mosaik av jordbruksmark och naturlig växtlighet. Runt Cajuru är det ganska glesbefolkat, med 30 invånare per kvadratkilometer.